# Periclista albida

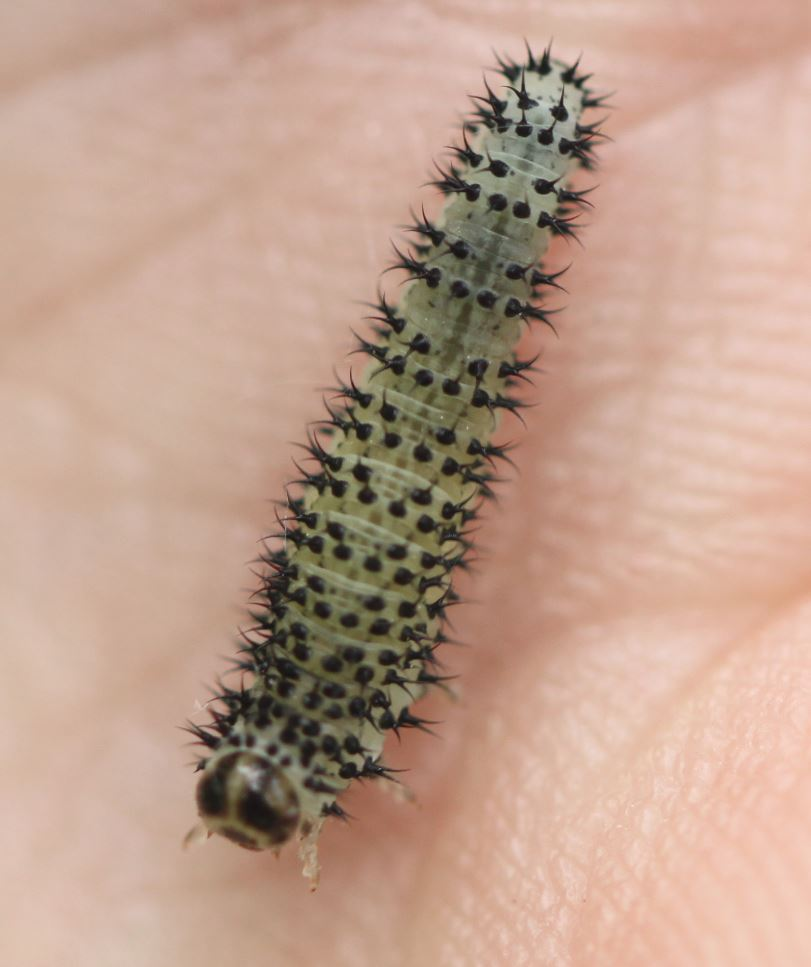
Larve

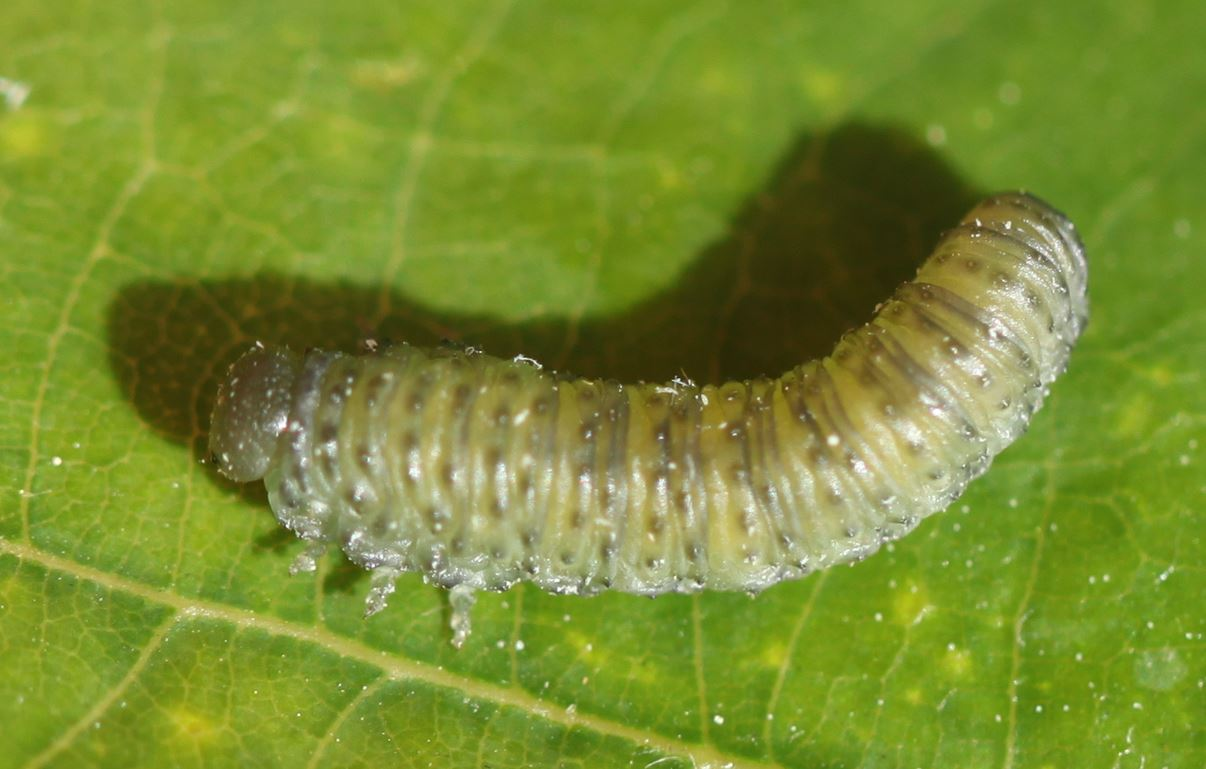
Larve nach einer Häutung

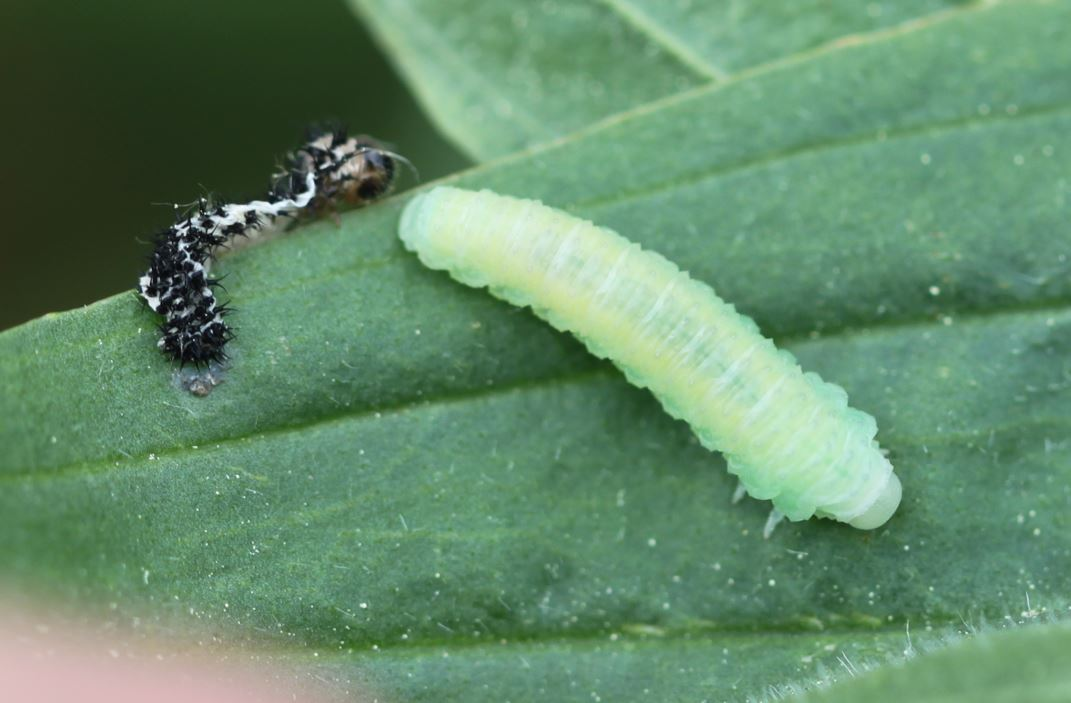
Letztes Larvenstadium

Periclista albida ist eine Blattwespe aus der Unterfamilie Blennocampinae. Die Art wurde von Johann Christoph Friedrich Klug im Jahr 1816 als Tenthredo albida erstbeschrieben. Das lateinische Art-Epitheton albida bedeutet „weißlich“. 

## Merkmale
Die Art erreicht eine Körperlänge von 5–7 mm. Die Pflanzenwespen besitzen einen lachsfarbenen Hinterleib. Die Beine sind ebenfalls lachsfarben. Das Mesonotum der Weibchen ist rot, das der Männchen schwarz. Kopf und Fühler sind schwarz. Die Beine sind gelbrot. Das Pterostigma der Vorderflügel ist blassgelb gefärbt. 
Die hellgrün bis weißlichen Larven erreichen eine Länge von etwa 14 mm. Sie sind mit schwarzen Doppeldornen übersät. Unter den heimischen Periclista-Arten hat Periclista albida die kürzesten verzweigten Borsten. Die Stiele sind wesentlich kürzer als die abzweigenden Dorne. Das anale Hinterleibssegment weist mittig zwei gegabelte Borsten sowie an den Seiten jeweils drei einfache Borsten auf. Der Kopf ist hellbeige und besitzt eine charakteristische dunkle Musterung.

## Verbreitung
Die Art kommt in der westlichen Paläarktis vor. In Europa ist sie weit verbreitet. Im Norden reicht ihr Vorkommen bis auf die Britischen Inseln und nach Dänemark und Schweden, im Süden bis in den Mittelmeerraum.

## Lebensweise
Den Lebensraum der Pflanzenwespen bilden Gebiete mit Eichenbewuchs. Die Pflanzenwespen beobachtet man gewöhnlich im April und im Mai. Wenige Tage nach der Eiablage schlüpfen die Larven. Diese entwickeln sich an verschiedenen Eichen, insbesondere an Stieleiche (Quercus robur) und Traubeneiche (Quercus petraea), an deren Blättern sie fressen. Gewöhnlich ab Ende Mai verlassen die Larven die Bäume und graben sich in das Erdreich, wo sie sich wenig später verpuppen. Das Puppenstadium der univoltinen Art dauert bis zum folgenden Frühjahr.